# Каста (гурт)
Каста — російський реп-гурт з міста Ростова-на-Дону. До складу гурту входять Владі, Хаміль, Шим, Змій.

## Історія
1990-ті
З реп-музикою Владі, Шим і Хаміль познайомилися вже в підлітковому віці. Вони всі багато слухали музику — купували касети іноземних артистів, а потім, почали вивчати англійську мову, щоб краще розуміти зміст текстів пісень. Потім, почали самі писали тексти пісень. На їхню творчість особливо вплинув реп-колектив з New York, wu-tang clan, популярний в Росії на початку 1990-х років. Владі зробив музику на комп'ютері, і записав свій перший реп в 13 років. Восени 1995 року Влади і його друг Тіда створили реп-групу під назвою «Псіхолірік», до якої через рік приєднався Шим. У 1997 році «Псіхолірік» і близькі за духом і прагненням ростовські репери створили об'єднання під назвою «Каста», але це стало і назвою спадкоємця групи «Псіхолірік», зі складу якої вийшов Тіда. Замість нього до групи в 1999 році приєднався Хаміль. Щоб уникнути помилок, об'єднання, до якого входять, наприклад, групи «Грані», «Піскові Люди» і кілька вільних «mc», пізніше стало називатися «Об'єднаної каста». Перші публічні виступи Касти проходили в популярних в середовищі реперів клубах Ростова-на-Дону — Duncan і Comanchero.
Перший альбом «Об'єднаної Касти», «Тривимірні Рими», записаний на домашній студії Владі, побачив світ в 1999 році. Альбом виконувало радше функцію промо-тиражу, оскільки окрім продажу, касети лунали в необмежених кількостях. Також перший великий виступ у «Касти» було в 1999 році, на фестивалі «Rap Music 99» у Москві. Далі посилюється гастрольна активність групи «Каста», найчастіше в невеликих нічних клубах, в яких зібралося безліч шанувальників.
2 липня 1999 Каста випускає альбом — Тривимірні Рими — на ростовських лейблах Duncan Rec. і До-Ре-Мі. Назва альбому дала однойменна композиція, в якій беруть участь Шим, Кактус, Владі, Змій і Хаміль. Продюсування альбому, музика, мастеринг і зведення всіх треків робить Владі на своїй домашній студії. У проекті взяли участь 14 MC. У Ростові і на Півдні цей альбом вивів андеграундний Хіп-Хоп на прилавки — непогані продажу, загальне визнання, різні інтерв'ю.
Восени і взимку 1999 КАСТА веде активну діяльність: виступи в Краснодарі, Москві та в Ростові. Хіп Хоп Паті в Comanchero на цей період стають щотижневим. У жовтні того ж року Каста бере участь у масовій міській акції «семиріччя Радіо-103» в ростовському Палаці Спорту.
19 листопада 1999 група Каста проводить Южно-російський Фестиваль Хіп Хоп Культури. Навесні 2000 року Шим відкриває реп щотижневу програму на радіо Міраж. За кілька місяців її закривають через наявність жаргону в прямому ефірі. У цьому ж році колектив виступає в Москві в Лужниках разом з Bomfunk MC's.
2000-ні
Альбом групи «Каста» «Голосніше води, вище трави», що вийшов навесні 2002, став успіхом. До грудня 2002 року було продано майже 100 000 копій альбому. Після виходу цього альбому «Каста» виступає на концертах в Росії і в країнах ближнього зарубіжжя, наприклад, в Україні, Казахстані та Латвії. Після цього у групи вийшло ще два альбоми — сольний альбом Владі «Що нам робити в Греції» (у 2002 році) та сольний альбом Хаміль «Фенікс» (у 2004 році). Хоча альбоми називаються «сольними», у виконанні їх бере участь вся група. Це пояснюється тим, що на цих альбомах один член групи працює «режисером» альбому.
У 2006 році Каста отримує приз премії МузТВ 2006, як найкращий хіп-хоп проект року. Крім того, група Каста дуже часто виступає на різноманітних фестивалях та концертах, таких як Снікерс Урбанія®. Але Група Каста і сама проводить гастролі країною. У 2007-му до складу групи офіційно прийнятий Змій (екс-«Грані»), який вже кілька років їздив з «каста» на гастролі.
15 травня 2008 Каста випустила свій новий альбом «Бувальщина в очі». У червневому чарті, опублікованому в російській версії журналу Billboard, цей альбом посів третє місце. З урахуванням того факту, що два перші місця зайняті збірками «Союз 42» і «Танцювальний рай 21», неможливо говорити про «Були в очі» як найуспішнішому альбомі червня. У другій половині 2008 року вийшли два кліпи на треки «Навколо шум» і «Радіосигнали» з альбому «Бувальщина в очі». За підсумками голосування на сайті Rap.ru, що підводила підсумки 2008 року, Каста посіла третє місце в номінації «Артист року», а альбом «Бувальщина в очі» зайняв друге місце в номінації «Найкращий альбом».
У березні 2009 року був випущений збірник «Best Hits», при цьому відвідувачі офіційного сайту групи могли самі вибрати хіти, що увійшли до трек-лист збірки.
Що стосується віддаленіших планів, то учасники групи мають намір працювати в першу чергу над спільним альбомом Хаміль і Змія. Передбачуваний час виходу — осінь 2009 року.
2020-ті
27 листопада 2020 року на YouTube-каналі групи було викладено новий кліп «Выходи гулять», який знайшов відгук серед білоруських слухачів, які побачили в ньому посил до їхньої трагічної дійсності в період протестів у Білорусі, з надто агресивними діями з боку силовиків. За перші два дні кліп набрав два мільйони переглядів, а також опинився на першому рядку вкладки «Тренди». 9 квітня 2021 року групі «Каста» заборонили виступати у Мінську. 
11 грудня 2020 року вийшов альбом «Чернила осьминога», який посів 8 місце в топі «20 кращих альбомів в російському репі», за версією Rap.ru. 1 квітня 2021 року вийшла deluxe-версія альбому «Чернила осьминога», до якої увійшли дуети з Бастою, Монеточкою, Іваном Дорном, Noize MC, Anacondaz та Alyona Alyona. У травні гурт бере участь у проекті «Свої в місті», озвучивши маршрути до «Яндекс.Карти». У тому ж році, у серпні, був випущений альбом для дітей «Альбомба».
10 березня 2022 року Шим відмовився виступати в Росії через сформований політичний режим і залишив країну. 7 липня «Фонтанка.ру» опублікувала список зірок, чиї концерти є «небажаними» у росії, куди увійшла і «Каста». За словами Шима, список був відомий раніше і послужив скасуванням більшості концертів гурту. Наразі всі учасники «Касти» мешкають за кордоном.

## Учасники основного складу
- Владі — Лешкевич Владислав Валерійович (народився 17 грудня 1978 року в Ростові-на-Дону)
- Шим — Михайло Єпіфанов (народився 25 січня 1979 року в Ростові-на-Дону)
- Хаміль — Пасічний Андрій Леонідович (народився 19 жовтня 1979 року в Ростові-на-Дону)
- Змей — Мішенін Антон Сергійович (народився 21 січня 1982 року в Ростові-на-Дону)

## Учасники Об'єднаної Касти
Західний сектор: Панч, Кактус, Майор.
Грані: Тигра, Темний.
Блідолиций Нігга'дяі: Кальян, Панама, Сетар.
Піскові Люди: Сайко aka Псих, Спека.
Каста: Шим ака. Шимон, Хаміль aka. Хаміліон, Владі, Змій, Dj Хобот aka. Майстер Хо.
Доброе зло: Фетисов, Тейк.
Крива Грань: Хілл, Ворог.

## Альбоми учасників Об'єднаної Касти
2000: Об'єднана Каста — У повному дії / Видеосервис /
2003 Грані — Алкоголіки
2005 Грані — Кіпеш
Невиданий Фетисов (Доброе Зло) — оковах Всупереч
2007 Фетисов (Доброе Зло) — Творчість в іншому вимірі (Тюремні записки)
2007 Блідолиций Нігга'дяі — Злая Сатира
2007 Антанта — Караван Тіней
2008 Антанта — Нове кіно
2008 Блідолиций Панама і КБ Рекордз — Ростов папа
2009 Піскові Люди — Сухе Пальне
Готується до випуску Західний сектор — Думки на папері

## Студійні альбоми Касти
1997: Псіхолірік (Каста) — Перший удар. Збірник / Ростов-на-Дону /
1999: Каста — Тривимірні Рітми / Ростов-на-Дону /
2002: Каста — Голосніше води, вище трави / Respect Production /
2002: Каста / Владі — Що нам робити в Греції / Respect Production /
2003: Каста — Тривимірні Рими. Перевидання / Respect Production /
2004: Каста / Хаміль — Фенікс / Respect Production /
2008: Каста — Бувальщина в очі / Respect Production /
2009: Каста — Бувальщина в очі. Перевидання /

## Концертні альбоми
2007: Каста / Ансамбль ростовської консерваторії — Каста Live / Respect Production /
2011: Большой концерт 

## Сингли
2001: Каста — На порядок вище. Сингл / Respect Production /
2002: Каста / Владі — Гаряче Час. Сингл / Respect Production /

## Максі-сингли
2006: Каста — По приколу. Максі-сингл / Respect Production /
Каста — навколо шум

## Компіляції
2005: Каста — The Best (перевиданий в 2010-му році як Песни высшей пробы)
2009: Каста — The Best / Лучшее / Respect Production /
2014: Каста — Лучшие песни

## Інші альбоми
2005: Каста — Музика з альбомів / Respect Production /
2008: Каста — Голос брехуна (Бутлег)
2011: Каста — Інструментальна музика (музика Касти, виконана з Ансамблем ростовської консерваторії)
2013: Каста — Музика з альбомів-2 

## Відеографія
2007: Каста — Live DVD / Respect Production /
Каста Live DVD — Каста і Ансамбль Ростовської консерваторії, видеоверсия концерту в клубі IKRA (м. Москва), на відміну від аудіоверсії включає себе 2 частини: за участю Ансамблю, а також так званий «Класичний реп-концерт». В останньому музиканти Ансамблю пішли зі сцени і Каста у повному складі за участю DJ Хобота виконала багато відомих треки. Також в диск увійшов збірка відеокліпів групи, як відомих так і практично не виходив на музичних каналах. Серед прикладів кліп Хаміль і пісочних людей «Черви ненависті», що йшов в основному в сітці мовлення альтернанівного каналу A-One
Відеокліпи
Номерок
Навколо шум
Радіосигнали
Зустріч
Нерозумно, але клас (No lupam lasi)
Капсули швидкості
Черви ненависті
Сестра
Ревнощі
Гаряче час
Про Макса
На порядок вище
Ми беремо це на вулицях

## Цікаві факти і позиція гурту відносно війни в Україні
Спочатку колектив хотіли назвати Fu-Blood-Casta, але у зв'язку з співзвуччям англійського «Fu-Blood» з російським «Фу, блядь», було вирішено назвати гурт просто Каста.
2 треку групи, а саме «Дубликатор» та «Гаряче час» стали саундтреками до фільму Антикілер.
До складу Об'єднаної Касти входить більше двадцяти чоловік.
Трек «Капсули швидкості» став саундтреком до гри Lada racing club.
Здавна, за Шимом закріпився псевдонім Валерій Шимановський, який придумав такий собі журналіст.
Група стала інспіратором і поштовхом до творчості українсько-німецького виконавця Seen Trick.
Ще до початку повномасштабного вторгнення Росії гурт підтримав Україну, через що його концерти в Росії були скасовані. Згодом Владі  випустив антивоєнний альбом із рефлексією на актуальні теми «Длится февраль». Позицію Владі підтримали всі учасники гурту: Змій, Хаміль, Шим. Вони неодноразово закликали не мовчати про збройну агресію своєї країни по відношенню до України. У серпні 2022 року «Каста» була включена до «списку заборонених артистів» (іноагенти). Тож гурт змушений був залишити країну і зараз періодично дає концерти за кордоном.
20 червня 2023 року Хаміль під час пробіжки у Португалії, де він мешкає із сім'єю, пережив зупинку серця. Реперу оперативно провели операцію по стентуванню коронарної артерії. Після піврічної реабілітації артист повернувся до творчої діяльності.